# Liane Carroll
Liane Carroll (Londen, 1964) is een Britse jazz-zangeres en -pianiste.
Carroll, de dochter van een zanger en een zangeres, begon al op haar derde piano te spelen. Vanaf haar vijftiende speelde en zong ze in verschillende bands. Ze was lid van Trevor Watts' Moire Music en van bijvoorbeeld de band van Dave Holdsworth, en toerde met Gerry Rafferty, Jerry Donahue, Long John Baldry en Peter Kirtley. Vanaf 2001 was ze ook zangeres en keyboard-speelster in de Drum and Bass-groep London Electricity. Sinds de jaren negentig treedt ze ook solo op of met een trio. Ze speelt regelmatig in de jazzclub van Ronnie Scott en heeft verschillende albums gemaakt, waaronder Billy No Mates. In 2005 kreeg ze voor dit album twee BBC Jazz Awards in de categorie 'beste vocalist' en 'best of jazz'. Ook ontving ze een Ronnie Scott Jazz Award ('beste vrouwelijk jazzvocalist', 2007) en een Parliamentary Jazz Award ('musicus van het jaar', 2008).

## Discografie (selectie)
- Billy No Mates, Splash Point, 2003
- Standard Issue, Splash Point, 2005
- Slow Down, Splash Point, 2006
- Live at the Lampie (met Brian Kellock), Splash Point, 2009

## DVD
- Liane Carroll Trio LIVE, 2008